# Хван, Ман Гым Григорьевич
Ман Гым Григорьевич Хван, другой вариант имен — Ман-Гым, неофициальное имя — Тимофей Григорьевич (25 декабря 1919 года, Приморская область, РСФСР — 12 июля 1997 года, Узбекская ССР) — председатель колхоза «Политотдел», партийный деятель Узбекской ССР, Герой Социалистического Труда (1957). Депутат Верховного Совета Узбекской ССР шести созывов. Член ЦК Компартии Узбекской ССР. Член Президиума Верховного Совета УзССР (1963—1985).

## Биография
Родился 25 декабря 1919 года в крестьянской семье в Приморском крае. Во время депортации корейцев вместе со всей семьёй выслан в Узбекистан.
Трудовую деятельность начал на Янгиюльском хлопковом заводе. С 1939 года занимал различные хозяйственные должности. В 1947 году избран председателем колхоза «Ленинский путь» Верхне-Чирчикского района Ташкентской области. С 1951 по 1953 год заведующий сельскохозяйственным отделом Верхне-Чирчикского райкома ВКП(б). Некоторое время работал в управлении Ташкентской железной дороги.
В октябре 1953 года избран председателем колхоза «Политотдел». На этой должности проработал до 1985 года. Вывел колхоз «Политотдел» в передовые предприятия сельского хозяйства Ташкентской области, за что был удостоен в 1957 году звания Героя Социалистического Труда.
В 1960 году окончил Высшую партийную школу при ЦК КПСС. В начале 1980-х годов вместе с Героем Социалистического Труда Кан О Намом в составе делегации посетил северокорейского лидера Ким Ир Сена.
Избирался делегатом XXII, XXIII, XXIV, XXV, XXVI съезда КПСС, первым заместителем Председателя колхозного Совета СССР, членом Президиума Федерации футбола СССР.
В 1985 году был арестован по «хлопковому делу» и приговорён к заключению. После оправдания вышел на свободу в 1989 году.
Скончался 12 июля 1997 года и был похоронен на кладбище бывшего колхоза «Политотдел» (сегодня — фермерское хозяйство «Дустлик»).
Жена — Александра Филимоновна Юн (1921—1981)
Четверо сыновей: 
Валерий Тимофеевич Хван (род. 1940), Станислав Тимофеевич Хван, Евгений Тимофеевич Хван, Григорий Тимофеевич Хван (род. 1964).

## Сочинения
- «Трудом, и только трудом», 1962 г.
- «Щедрая земля», 1981 г.

## Награды
- Герой Социалистического Труда — указом Президиума Верховного Совета СССР от 11 января 1957 года;
- Орден Ленина (1957);
- Орден Октябрьской Революции;
- Лауреат Государственной премии СССР.
- Заслуженный хлопкороб УзССР.